# Exogenesis: Perils of Rebirth
Exogenesis: Perils of Rebirth är ett visuell roman-äventyrsspel i genren science fiction, som utvecklas av Kwan. Det planerades ursprungligen att ges ut till december 2014, men spelet försenades. Den 20 april 2019 släpptes en early access-version av spelet på Steam.
Spelet finns för Microsoft Windows, OS X och Linux. Kwan har också sagt sig vilja utveckla spelet till Ouya, IOS, Playstation Vita, Playstation 3, Playstation 4 och Wii U, men de har inte tillkännagivit några detaljer kring de plattformarna. Även en Nintendo 3DS-port de sagt sig vilja utveckla när Nintendo har möjliggjort användning av Unity på Nintendo 3DS.

## Gameplay
Spelet växlar mellan peka-och-klicka-äventyrssektioner i första person, i vilka spelaren undersöker sin omgivning och löser pussel, och visuell roman-sektioner, i vilka spelets handling berättas och spelarfiguren konverserar med andra figurer.

## Handling
Spelet börjar år 2069 i ett postapokalyptiskt Japan, där skattjägargruppen Durchhalten på en av sina skattjakter råkar aktivera en fälla, vilket resulterar i att en av medlemmarna, Miho Sayashi, blir spetsad på spjut och dör. Skattjakten avbryts, och gruppen splittras.
Två år senare får Mihos bror Yu tillsammans med en annan före detta Durchhalten-medlem, Toshio Taro, reda på att Noas ark faktiskt existerar, och att den innehåller "Lasaros-protokollet", en maskin som sägs kunna återskapa ting från det förflutna. Yu planerar att återförena Durchalten, och med Lasaros-protokollet återuppväcka Miho.

## Utveckling
Kwan har sagt sig vara inspirerade av Shu Takumis spelserie Ace Attorney, och Kotaro Uchikoshis Zero Escape i utvecklandet av spelet.
Spelet utvecklades i spelmotorn Ren'Py, men porterades till Unity för att möjliggöra släpp på fler plattformar.

## Mottagande

### Demo
Kristi skrev för Broken Cartridge att hon gillade spelets atmosfär, men önskade att det fanns ett "ledtrådssystem" liknande det i Zero Escape: Virtue's Last Reward för spelare som kör fast under spelets äventyrsspelsekvenser, då hon ansåg pusslen vara svåra att lösa. Nathaniel Liles från Cliqist skrev däremot att han var väldigt imponerad av kvaliteten på spelets pussel. Han uppskattade även den minimalistiska animationen i spelets öppningssekvens, men påpekade att grafiken i vissa områden av spelet är för lågupplöst och suddig, och önskade att det var möjligt att stänga av det "bip"-ljud som spelas när figurer pratar.
Andrew Barker skrev för RPG Fan att han tyckte att pusslen var utmanande, men aldrig för svåra, och att det fanns tillräckligt med ledtrådar för att finna lösningen, utan att vara för ledande. Barker skrev vidare att han tyckte berättelsen var "välskriven och felfri", även i det tidiga demo-stadiet. Han poängterade särskilt konversationerna med stamgästerna i baren The Empyrean, och sade att han såg fram emot att tala med dem varje gång han återvände till det området i spelet. Däremot ogillade han hur dialogläget avbryts varje gång figurerna har pratat färdigt om ett ämne, och att man måste klicka på figuren igen för att ta upp ett nytt samtalsämne, något han sade började bli tjatigt framåt slutet på demon.
Utöver detta, skrev Barker att han var oförberedd på att spelarfiguren kunde bli dödad och få en game over om man väljer fel dialogval i vissa scener, och att det, då han inte hade sparat sina framsteg på ett tag, var frustrerande att ta sig tillbaka dit han var, även med den funktion som gör att man kan "spola förbi" text som man redan har läst en gång.